# Sint-Amandsberg
Sint-Amandsberg (fr. Mont-Saint-Amand, Mont-Saint-Amand-lez-Gand) – dzielnica (deelgemeente) miasta Gandawa w Belgii, w Regionie Flamandzkim, w prowincji Flandria Wschodnia, w okręgu Gandawa. 1 stycznia 2020 roku liczyła 32 151 mieszkańców. Do 31 grudnia 1976 samodzielna gmina. Pod względem liczby mieszkańców jest największą dzielnicą miasta.

## Demografia
Liczba mieszkańców, stan na 1 stycznia:
| Rok                | 1930   | 1947   | 1961   | 2020   |
| ------------------ | ------ | ------ | ------ | ------ |
| Liczba mieszkańców | 18 976 | 21 352 | 24 359 | 32 151 |